# Малые Кармалы (Чувашия)
Ма́лые Карма́лы (чув. Ирҫе Ҫармӑс) — село в Ибресинском районе Чувашской Республики России. Административный центр Малокармалинского сельского поселения.

## География
Село находится в центральной части Чувашии, в пределах Чувашского плато, в зоне хвойно-широколиственных лесов, на берегах реки Пичине, на расстоянии примерно 18 км (по прямой) к юго-востоку от посёлка городского типа Ибреси, административного центра района. Абсолютная высота — 139 м над уровнем моря.

### Климат
Климат характеризуется как умеренно континентальный, с умеренно холодной снежной зимой и тёплым летом. Среднегодовая температура воздуха — 3,1 °С. Средняя температура воздуха самого тёплого месяца (июля) — 18,7 °C (абсолютный максимум — 37 °C); самого холодного (января) — −12,3 °C (абсолютный минимум — −42 °C). Безморозный период длится 142 дня. Продолжительность периода активной вегетации растений (средняя температура воздуха выше 10 °C) составляет 132—137 дней. Среднегодовое количество атмосферных осадков составляет 530 мм, из которых большая часть выпадает в тёплый период. Снежный покров держится около 147 дней.

### Часовой пояс
Село Малые Кармалы, как и вся Чувашия, находится в часовой зоне МСК (московское время). Смещение применяемого времени относительно UTC составляет +3:00.

## Население
| 2010 | 2012 |
| ---- | ---- |
| 522  | ↗527 |

### Половой состав
По данным Всероссийской переписи населения 2010 года в гендерной структуре населения мужчины составляли 49,6 %, женщины — соответственно 50,4 %.

### Национальный состав
Согласно результатам переписи 2002 года, в национальной структуре населения чуваши составляли 52 % из 551 чел.

## Известные уроженцы
- Евсевьев, Макар Евсевьевич (1864—1931) — русский и советский историк, этнограф и филолог.
- Зубов, Николай Васильевич (род. 1936) — советский и российский физик.
- Малякшин, Пётр Артемьевич (1923—1989) — советский военачальник, генерал-лейтенант.